# Zhang Yifan
Dans ce nom chinois, le nom de famille, Zhang, précède le nom personnel.
Pour les articles homonymes, voir Zhang.
Zhang Yifan (en chinois : 张一璠) est une nageuse chinoise née le 22 novembre 2000 à Baoding. Elle a remporté la médaille d'or du relais 4 × 200 m nage libre féminin aux Jeux olympiques d'été de 2020 à Tokyo.